# جیجاق خاکستری
جیجاق خاکستری (نام علمی: Perisoreus canadensis) یا جیجاق کانادائی نام یک گونه از سرده جیجاق شمالی است، جنگل‌های شمال قاره آمریکا تا جنگل‌های مرتفع جنوب نیومکزیکو و آریزونا ناحیه بومی این پرنده را تشکیل می‌دهند. قسمت شکمی جیجاق خاکستری به رنگ خاکستری روشن و ناحیه پشتی و گردن آن دارای رنگ خاکستری تیره و سر این پرنده دارای ترکیب رنگ سفید و خاکستری است. ۹ زیر گونه برای این پرنده شناسایی شده است. جیجاق خاکستری دارای یک قلمرو ثابت در طول سال است و در ماه‌های گرم سال غذا را برای دوره‌های سردتر جمع‌آوری و انبار می‌کند.

## رفتارشناسی

### جفت‌گیری

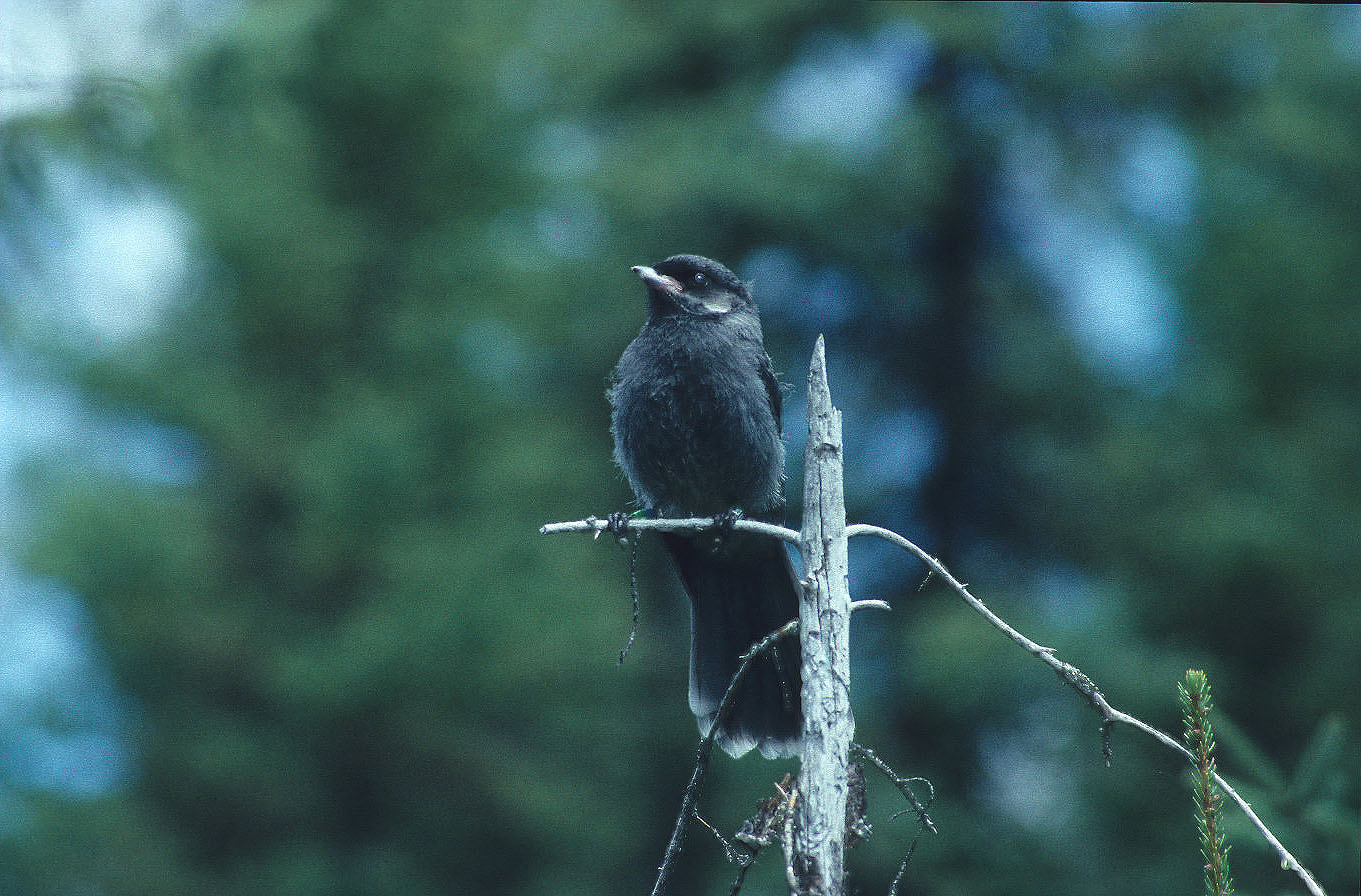
یک جیجاق خاکستری نوجوان دارای پرهای زینتی دودی رنگ

این پرنده دارای جفت‌پیوندی و جفت‌گیری تک‌همسری دارد و تا آخر عمر به همسرش وفادار است هرچند در صورت از بین رفتن جفت، پرنده بیوه دنبال شریک دیگری می‌گردد.
در دومین سال زندگی توانایی جوجه‌کشی دارد، جفت‌گیری این پرنده در اوائل بهار و بین ماه‌های مارس تا آوریل انجام می‌گیرد.

### آشیانه‌سازی

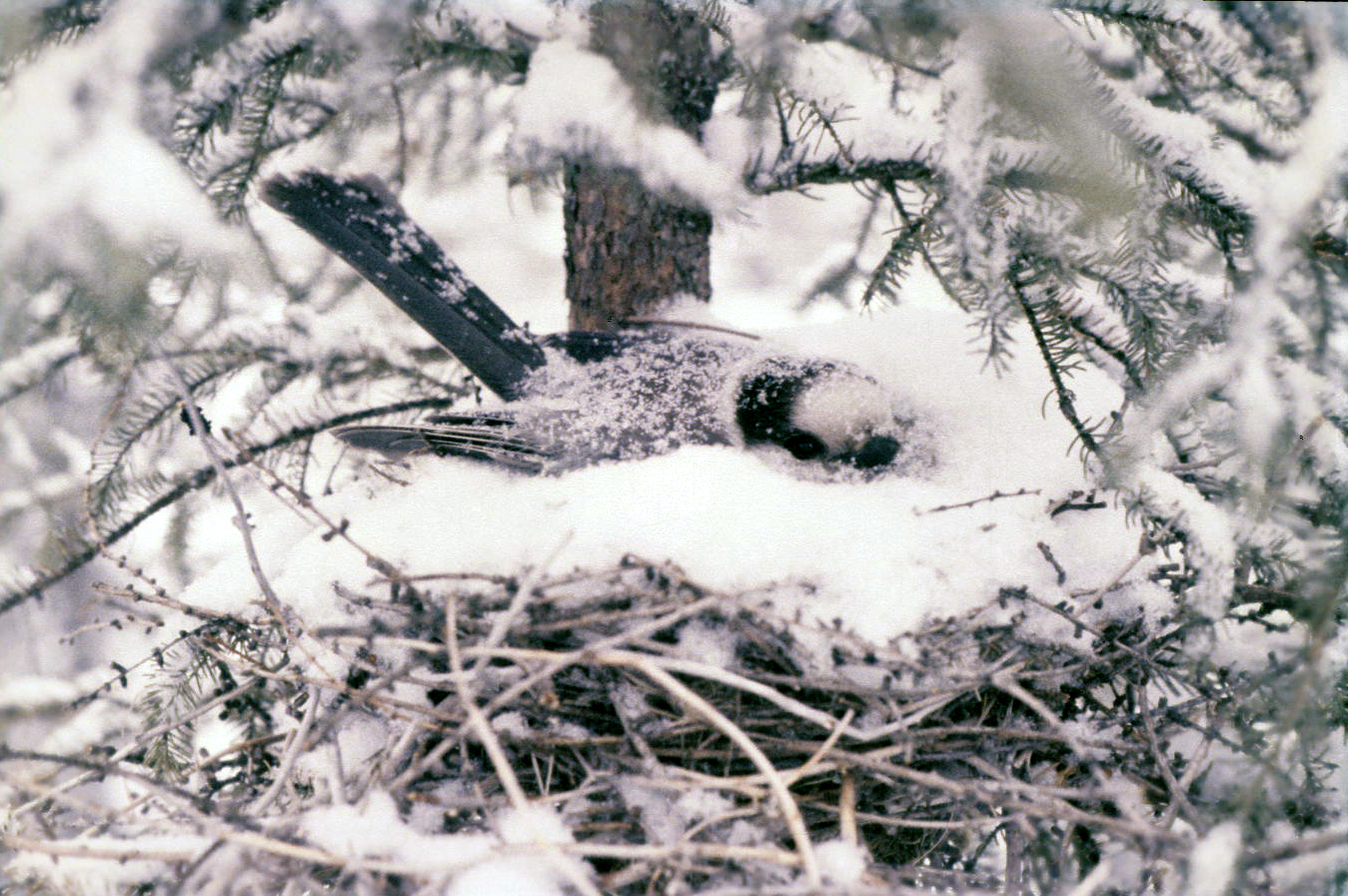
یک جیجاق خاکستری ماده خوابیده روی تخم‌هایش

لانه‌سازی در ماه مارس انجام می‌گیرد، محل برپایی آشیانه را پرنده نر تعیین می‌کند. به طور معمول آشیانه روی درختان صنوبر سفید، سیاه و نراد بالسام ساخته می‌شود.